# Warner Classics
Warner Classics est un label discographique français appartenant à Warner Music Group. Le label lui-même a commencé à sortir de nouveaux enregistrements sous le logo Warner Classics en 1991. Warner Classics est également la maison mère des labels Erato, Teldec Records et NVC Arts Labels. Depuis fin 2013, Warner Classics a repris les artistes et le catalogue d'EMI Classics, et de Virgin Classics (intégré dans le label Erato).

## Histoire
Le label commence à publier de nouveaux enregistrements sous la bannière Warner Classics en 1991 et comprend également les labels Erato Records et Teldec. Basée en France, Warner Classics distribue également les labels Elektra Nonesuch, Finlandia, Lontano, NVC Arts, Warner Apex, Warner Elatus et Warner Fonit.
La société Warner Bros.-Seven Arts, alors propriétaire de Warner Bros. Records et Atlantic Records, acquiert Elektra Records en 1969, y compris le label de musique classique Nonesuch Records d'Elektra. Cette opération conduit à la création de WEA, l'ancêtre de Warner Music Group. Nonesuch fait désormais partie de Warner Records. WEA acquiert Teldec Records en 1988. Warner Classics est fondé en 1991. Le nouveau Warner Music Group acquiert Erato Records en 1992. Warner Music Group a acquis la société de vidéo classique NVC Arts en 1994.
Le label acquiert un profil plus large en 2013 lorsqu'il absorbe EMI Classics (y compris le catalogue de musique classique de Pye Records), la production de ce label étant absorbée par le label Warner Classics et la copropriété Virgin Classics étant absorbée par Erato Records.

## Artistes exclusifs
- Alison Balsom
- Vilde Frang
- Tine Thing Helseth
- John Wilson Orchestra
- Daishin Kashimoto
- Libera
- HJ Lim
- Emmanuel Pahud
- Antonio Pappano
- Kate Royal
- Conrad Tao
- Andréas Pérez-Ursulet
- Paul Ji